# Купцов Андрій Сергійович
Андрі́й Сергі́йович Купцо́в (нар. 23 січня 1971, Кривий Ріг, УРСР) — український футболіст та тренер категорії УЄФА ПРО. Майстер спорту України. 

## Життєпис
Андрій Купцов народився 1971 року в родині футболіста «Кривбасу» Сергія Купцова. Молодший брат Андрія — Олексій, згодом також став професіональним футболістом.

### Клубна кар'єра
Ігрову кар'єру починав у криворізькому «Кривбасі». У 1989 році він перейшов у донецький «Шахтар», де грав до кінця 1994 року. З цією командою ставав срібним призером чемпіонату України, брав участь у матчах Кубку УЄФА. У 1995 році разом з тренером Валерієм Яремченком переїхав до російського клубу першого дивізіону «Колос» (Краснодар), після чоло влітку повернувся до Кривого Рогу. Далі захищав кольори кременчуцького «Кременя», львівських «Карпат», запорізького «Торпедо» і донецького «Металурга».

### Тренерська діяльність
Тренерську діяльність розпочав у Кривому Розі. Допомагав багатьом тренерам «Кривбасу», працював у дублі. У листопаді — грудні 2004 року виконував обов'язки головного тренера першої команди.
З 2007 по 2009 рік працював помічником головного тренера Валентина Ходукіна в азербайджанському клубі «Інтер» (Баку). У 2008 році команда виграла чемпіонат країни. Наступного року «Інтер» став срібним призером першості. Двічі грав у фіналі Кубка Азербайджану.
У лютому 2010 року увійшов до тренерського штабу Володимира Шарана в команді ФК «Олександрія». З цією командою вийшов у Прем'єр-лігу, а 9 квітня 2012 року на що залишилися до кінця сезону у вищому дивізіоні 5 матчів був призначений виконувачем обов'язків головного тренера. У наступному сезоні очолював «Олександрію» в першій лізі без приставки «в. о.». 13 травня 2013 року через невдалу гру команди у весняній частині чемпіонату подав у відставку.
З 19 червня 2013 року як асистент головного тренера ФК «Карпати» (Львів) був призначений до тренерського штабу Олександра Севідова. З 19 вересня 2013 року до закінчення сезону 2013/14 років як старший тренер очолював молодіжну команду львівських «Карпат».
У жовтні 2021 року став тренером клубу «Нива» (Тернопіль). У вересні 2022 року залишив клуб. 

### Поза футболом
Одружений, виховує двох дітей.